# Едуар Емпен
Едуар Емпен (фр. Edouard Empain, 20 вересня 1852, Белей, — 22 липня 1929, Волюве-Сен-П'єр (Брюссель)) — бельгійський інженер, промисловець, підприємець, археолог, банкір і меценат Активний в галузі банківської справи, транспорту (залізниць і трамваїв), нерухомості та електротехнічної промисловості; під час Першої світової війни — також військовий у званні генерал-майора. У міжнародну комерційну «імперію» Емпена входили численні трамвайні системи в різних країнах світу (в тому числі в Російській імперії), залізниці, Паризький метрополітен і навіть місто в Єгипті.

## Біографія
Едуар Емпен народився 20 вересня 1852 року в Белейї в провінції Ено. Його походження було скромним: батько був учителем початкової школи. Через важкі умови Емпен не зміг здобути вищу освіту. Він пішов працювати креслярем на великому машинобудівному підприємстві. Там швидко просувався вгору по кар'єрних сходах, і фактично став інженером-самоучкою, вивчаючи техніку на практиці. Працюючи, Емпен здав екстерном іспити і отримав диплом інженера.
У 1878 році Емпен став начальником кар'єру в районі Намюра. Однак його основним інтересом незабаром став транспорт. У 1882 році він заснував фірму «Економічні залізниці Льєж-Серен» (фр. Railways Ecomomiques Liège-Seraing et Extensions, RELSE), яка побудувала і експлуатувала лінію міжміського трамвая, що з'єднала Льєж з його промисловим передмістям Серен. Незабаром після цього, в 1884 році, Бельгійська держава заснувала «Національне товариство місцевих залізниць», яке фактично зробила будівництво міжміських трамваїв в Бельгії державною монополією. Однак Емпен продовжував брати участь у будівництві трамвайних ліній в Бельгії, виступаючи в ролі субпідрядника і концесіонера. Зокрема, компанії Емпена належала концесія на експлуатацію лінії Берегового трамвая (власником лінії було Національне товариство місцевих залізниць).
Одночасно Емпен почав активну підприємницьку діяльність за кордоном. Він заснував власний інвестиційний банк, «Банк Емпен» (фр. Banque Empain), який грав роль холдингу численних компаній, що належали йому (так звана «група-Емпен», фр. Groupe Empain). З 1890 року група Емпен почала будівництво трамваїв і легких залізничних ліній у багатьох країнах світу, включаючи Китай і Російську імперію. В Російській Імперії групі Емпена належали трамваї Кишинева (концесія на діючу конку куплена в 1895 році, пізніше система електрифікована), Бердичева (концесія на діючу систему конки куплена в 1897 році, система не була електрифікована), Астрахані (концесія на будівництво перекуплена в іншого бельгійського підприємця в 1896 році, система будувалася відразу електричної, відкриття у 1900 році) і Ташкента (концесія на будівництво конки перекуплена в іншого бельгійського підприємця в 1896 році, відкриття конки в 1901 році, електрифікація 1913).
У 1899 році входила до групи-Емпен «Компанія паризького метрополітену» (Compagnie du Chemin de Fer-Métropolitain de Paris) отримала концесію на будівництво та експлуатацію метрополітену в Парижі. Паризький метрополітен залишався бельгійською власністю до націоналізації в 1945 році.
У 1904 році Емпен купив завод «Електрика і гідравліка» (фр. Electiricé et Hydraulique) в Шарлеруа і перейменував його в «Майстерні електричного конструювання Шарлеруа» (фр. Ateliers de Construction Electrique de Charleroi, ASEC). Це підприємство стало «флагманом» бельгійської електротехнічної промисловості. Зокрема, воно будувало електрообладнання для трамваїв.

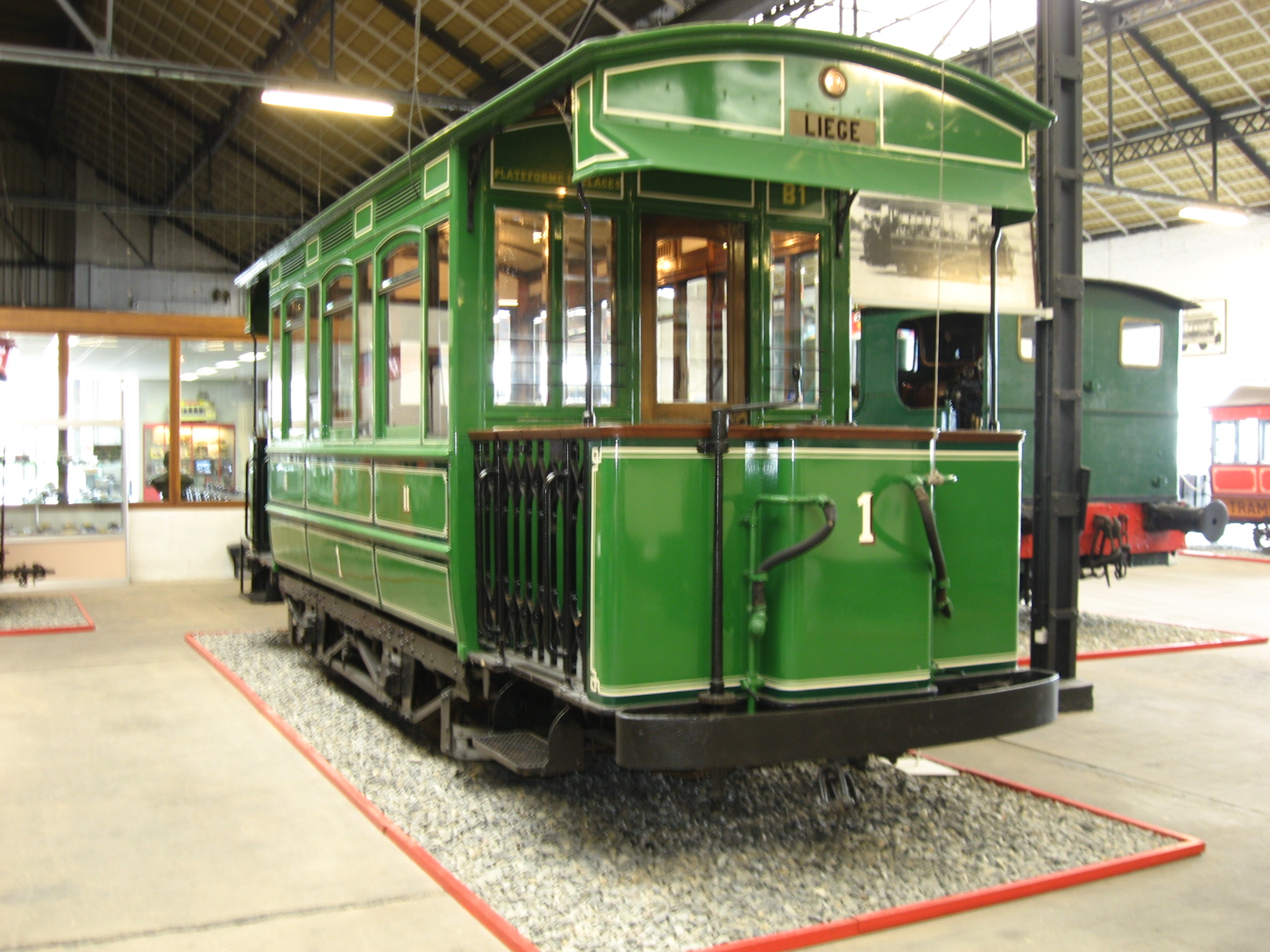
Трамвай «Економічної залізниці Льєж-Серне», Музей громадського транспорту, Льєж

У тому ж 1904 році Емпен приступив до здійснення свого самого амбітного проекту — будівництва нового міста в Єгипті. Цього року Емпен відправився в Єгипет, прагнучи отримати концесію на будівництво залізниці з Порт-Саїда в Матарійю. Йому не вдалося отримати цей контракт, але в 1905 році він купив велику ділянку землі в десяти кілометрах від Каїра. Новою метою Емпена стало будівництво нового міста на цій території. Нове місто повинно було називається Геліополіс. Для цього він заснував компанію «Товариство Каїрської електричної залізниці та оазису Геліополіса» (англ. Cairo Electric Railway and Heliopolis Oasis Society).
Геліополіс будувався, як «казкове місто» де вся сучасна інфраструктура (водопровід і каналізація, електрика) поєднувалася з екзотичною архітектурою, що отримала назву «геліопольський стиль».
Під час Першої світової війни Емпен добровільно запропонував свої послуги армії. Незважаючи на те, що він ніколи не служив в армії, військовий міністр Шарль де Броквіль включив Емпена до складу діючої армії як військового інженера з присвоєнням звання полковника. В армії Емпен займався військовою логістикою, і показав себе в цій ролі з кращого боку. У 1916 році йому «тимчасово» (до закінчення війни) було присвоєно звання генерала-майора. Після закінчення війни Емпен носив звання "почесного генерала-майора".
Емпен помер 22 червня 1929 року в брюссельській комуні Волюве-Сен-П'єр. Він був "тимчасово" похований у брюссельській комуні Евері, але пізніше його прах був перепохований у базиліці Геліополіса.

## Молодість і рання зрілість
У батьків Едуарда, Франсуа Жюльєна Емпена і Катрін Ллів'є було семеро дітей: п'ять дочок і два сини. Батько був сином і онуком кравців. Він був Костером і органістом парафіяльної церкви в Белейлі. Крім органу, він грав на скрипці і написав ряд творів. Коли йому було двадцять дев'ять років, Емпейн став учителем в Бліккі.
Заохочуваний мером відблиски Алексісом дю Руа де відблиски (1798-1875), син Едуарда став наступником вищого гуманіора в єпископському коледжі Святого Августина в Едінгені. У 1873 році він став технічним художником в «Société métallurgique et charbonnière», очолюваному Артуром дю Руа де Бліккі (1835-1907), сином мера Алексіса. Ця компанія зі штаб-квартирою в Брюсселі виробляла рухомий склад, мости і металеві будівельні деталі. Емпен швидко зробив там кар'єру: клерк, завідувач навчальної конторою, інженер і, нарешті, директор (1881-1887).

## Кар'єра промислового підприємця

### Перші компанії
У 1878 році він очолив в якості метра кар'єри «Товариство анонімних марбрів», засноване членами сім'ї Гентс Терлінден. Емпейн був міноритарним акціонером, і його внесок складався з концесій на каменоломні в районі Філіпвіля. В основному він поставлявся для споруджуваного в Брюсселі Палацу Правосуддя, який був зданий в експлуатацію в жовтні 1883 року.
Коли компанія була ліквідована в 1883 році, Емпен тепер був мажоритарним акціонером і значився як банкір. Почався крутий підйом в його кар'єрі.

### Трамваї та інші види транспорту

#### У Бельгії
З 1880 року (йому тоді було двадцять вісім років) Емпен усвідомив відсутність транспорту і доступності між містами та їх периферійними районами і вирішив відмовитися від діяльності в каменоломнях і мармурових кар'єрах і побудувати електричні трамваї. Він заснував свою першу трамвайну компанію «Railways Economiques de Liège-Seraing et Extensions (RELSE)» для будівництва та експлуатації трамвайної лінії з Льєжа в Жемен-сюр-Мез. Разом зі своїм наставником Артуром дю Руа де Бліккі він входив до Ради директорів. Трамвай був відкритий в 1882 році і користувався великим успіхом. В результаті цього успіху компанія Емпен також заснувала аналогічну компанію в Генті.
У 1881 році він заснував компанію «Загальні вузькоколійні залізниц»і (Compagnie générale des railways à voie étroite), в якій розміщувалося кілька невеликих компаній, а також компанії з будівництва трамвайних колій в Льєжі, Брюсселі, Генті, Шарлеруа та інших місцях.
Після багаторічних дискусій 6 липня 1885 року Бельгійська держава заснувала «Національне товариство місцевих залізниць». Серед дев'яти засновників був Артур дю Руа де Бліккі, який також був членом ради директорів декількох компаній, створених Емпен для трамвайних ліній. З цього моменту можливості приватних компаній будувати місцеві залізничні або трамвайні лінії були скорочені. (Одна з проблем полягала в тому, що приватні компанії створювали тільки прибуткові лінії і нічого не бачили в сільських лініях. Однак це не призвело до скорочення діяльності приватних компаній, оскільки в майбутньому вони отримали роль концесіонера на нових лініях від міжобщинних компаній, які самі мало або взагалі нічого не розуміли у своїй діяльності. Тому зацікавленим сторонам була надана Довгострокова концесія.

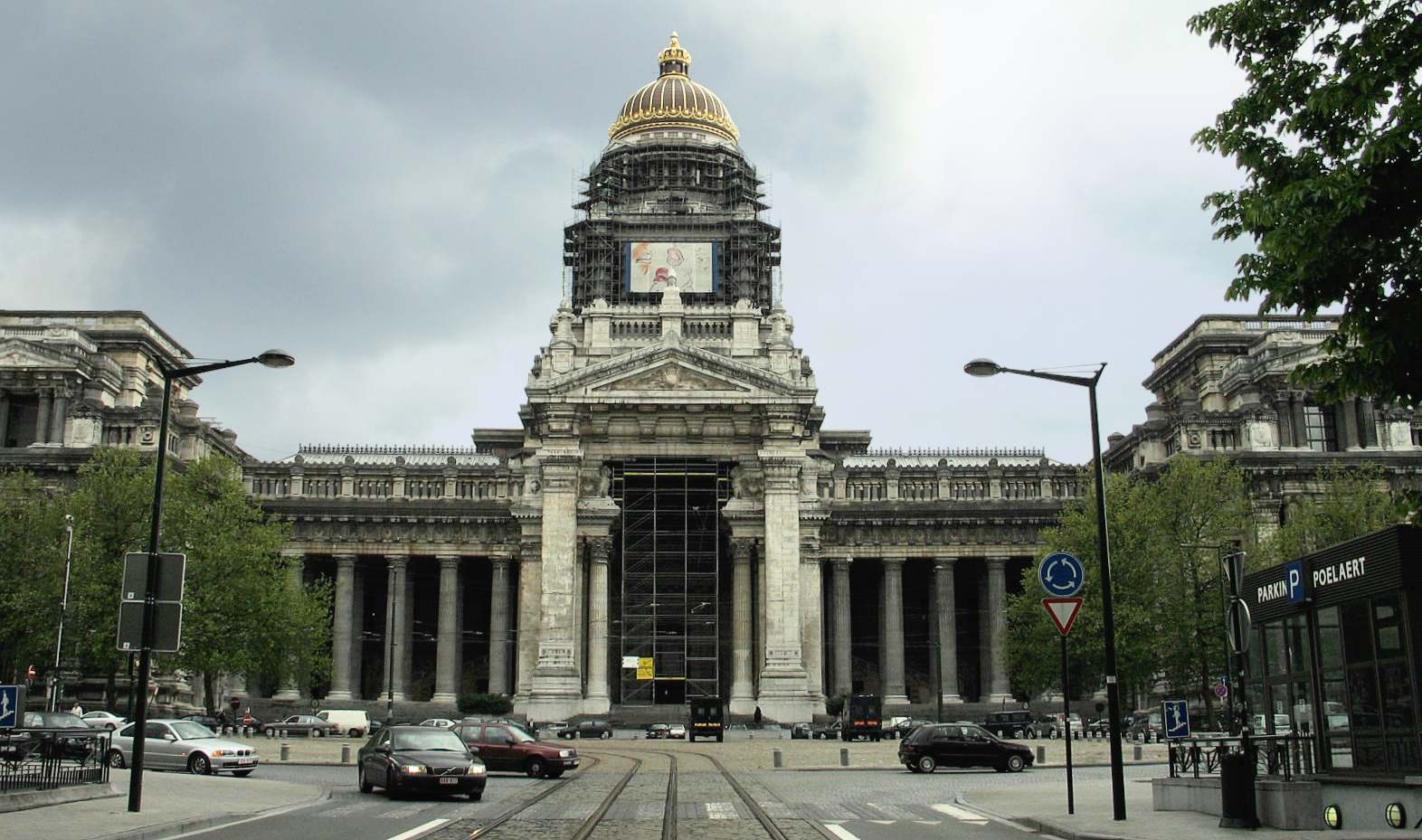
Брюссельський Палац правосуддя

Емпен заснував кілька компаній, які стали концесіонерами. Прикладом тому може служити компанія, створена в 1905 році для експлуатації електричної залізниці Остенде-Бланкенберге і її прибудов, де він і його брат виступали в якості членів правління, у наступні роки концесія була поширена на те, що стало всією береговою лінією, від Панне до Кнокке.
Після Першої світової війни більша частина концесій була повернута НМВБ через військовий збиток і збиткову експлуатацію. Остання концесія на прибережний трамвай для «Société pour l' Exploitation des Lignes Vicinales d ostende et des places belges» (SELVOP) діяла з 22 квітня 1927 року по 31 грудня 1955 року.

#### У Франції
З самого початку своєї кар'єри Емпен також зосередився на Франції, де він заснував кілька компаній з будівництва та експлуатації міських трамваїв і доріг, в тому числі «Chemins de fer économiques du Nord» (CEN). Емпен побудував парові трамваї та електричні трамваї в Ліллі («Compagnie des Tramways Électriques de Lille et sa Banlieue», з 1901 року), Валансьєні (CEN) і Булонь-сюр-Мер (CEN).
Потім були побудовані регіональні трамвайні колії в Перигорі, Міді, Кальвадосі, Верхній Савойї, Ізер і Атлантичні Піренеї.
У період до Першої світової війни майже у всіх великих містах західного світу були побудовані нові електричні трамвайні мережі або модернізовані і електрифіковані існуючі мережі кінних трамваїв. Компанії Емпен володіли достатнім досвідом і знаннями для будівництва електричних трамвайних ліній.

#### В інших частинах світу
Бельгія і Франція не змогли задовольнити своє прагнення до експансії. З 1890 року він будував міські трамваї з електричною тягою в Росії (трамваї в Молдавії, Ташкенті, Узбекистані, Астрахані, портах на Каспії, гирлі Волги), Єгипті, Бельгійське Конго, Китаї і в багатьох країнах Європи). Будівництво трамвайних ліній часто ставало для нього приводом цікавитися й іншими видами діяльності.

## Нагороди
- Орден Почесного легіону
- Круа-де-Герр
- Орден Карлоса III
- Орден Леопольда I
- Орден Лазні
- Орден Нілу
- Орден Ізабелли Католички
- Воєнний хрест (Бельгія)

### Загальні
- Charles DE BRUYCKER, Histoire de Blicquy, Leuze, 1911.
- A. HALLEUX, Eloge funèbre du général baron Empain prononcé lors des funérailles, Brussel, 1929.
- Célestin CAMUS, Édouard Empain, curriculum vitae, Académie royale et coloniale, Brussel, 1930.
- Fernand NEURAY, Portraits et souvenirs, Brussel, 1934.
- Félicien LEURIDANT, Portrait d'Édouard Empain, Bruxelles, 1938.
- CRISP, Morphologie des groupes financiers, Brussel, 1962.
- Pierre JOYE, Les trusts en Belgique, Brussel, 1964.
- Paul JEANJOT, Empain (Édouard-Louis-Joseph, baron), industriel et financier [Архівовано 2 березня 2021 у Wayback Machine.], in: Biographie nationale de Belgique, deel 34, kol. 265-269, Brussel, 1967.
- Marcel-Henri JASPAR, Souvenirs sans retouche, Parijs, Fayard, 1968.
- Daniel DE VOLDER, Geschiedkundig overzicht van het openbaar vervoer in de streek van Oostende + Veurne vanaf 1838 tot 1914, Brugge, 1981.
- Oscar COOMANS DE BRACHÈNE, État présent de la noblesse belge, Annuaire 1988, Brussel, 1988.
- Yvon TOUSSAINT, Les barons Empain, Fayard, Parijs, 1996.
- Humbert MARNIX DE SAINTE-ALDEGONDE, État présent de la noblesse belge, Annuaire 2006, Brussel, 2006.
- Ewald PIRONET, Empain: De trieste val van een imperium in: Misjoe VERLEYEN, Industrieel Édouard-Jean Empain 70 jaar, in Knack, 2 april 2008, blz. 58-62.
- Les barons Empains, la dynastie fracassée,  documentaire film, RTBF, 2015.
- Tobit VANDAMME, Beyond Belgium. The business empire of Edouard Empain in the First Global Economy (1880-1914), proefschrift UGent, 2019.

### Паризьке метро
- Roger-H. GUERRAND, Mémoires du métro, Table Ronde, Parijs, 1961.
- Albert DECHESNE, Le Baron Empain et le métro, in: Le Vieux Papier, 1975.
- Ginette KURGAN VAN HENTENRIJK, De Clio à la Finance: les origines de la fortune d'André Berthelot, Brussel, 1977.
- Noël ANSELOT, Ces Belges qui ont fait la France, Parijs, France-Empire, 1982.
- Phillippe THIEBAUT, Guimard, Gallimard, Parijs, 1992.

### Геліополіс, Єгипет
- H. DE SAINT-OMER, Les entreprises belges en Egypte, Brussel, 1907.
- Fernand NEURAY, Quinze jours en Egypte, Vromant, 1908.
- Octave UZANNE, Héliopolis, la cité ancienne, la ville moderne, Parijs, 1909.
- Jean CAPART, Une donation d'antiquités égyptiennes aux Musées royaux de Bruxelles, Vromant, Parijs, 1911.
- A. SALKIN, L'architecte Ernest Jaspar, in: L'Art belge, 1920.
- Baudouin VAN DE WALLE, Le Mastaba de Neferirtenef, Brussel, 1973.
- A.-M. BRASSEUR & A. CAPART, Jean Capart ou le rêve comblé de l'Egypte, Ed. Arts et Voyages, 1974.
- Anaouar ABDEL-MALEK, Idéologie et renaissance nationale. L'Egypte moderne, Parijs, L'Harmattan, 1975.
- Baudouin VAN DE WALLE, La chapelle funéraire de Neferirtenef, Brussel, 1978.
- Robert ILBERT, Héliopolis, Le Caire 1905-1922. Genèse d'une ville, Parijs, CNRS, 1981.
- Mercedes VOLAIT & Claudine PIATON, L’identification d’un ensemble urbain du XXème siècle en Egypte : Héliopolis, Le Caire, in: In Situ, Revue des Patrimoines, 2003.
- Anne VAN LOO & Marie-Cecile BRUWIER (eds.), Héliopolis, Brussel: Mercatorfonds, 2010, ISBN 978-90-6153-930-8.
- Amélie D'ARSCHOT SCHOONHOVEN, Le roman d'Héliopolis, Uitg. Avant-Propos, 2017.
- Frédéric EELBODE, Stad van d Zon. Boghossian Foundation brengt Heliopolis tot leven, in: Trends, 2 mei 2019.

### Генерал у Першій світовій війні
- Paul AZAN, Les Belges sur l'Yser, Berger-Levrault, Parijs, 1929.
- C. CAMUS, Édouard, général-baron Empain, banquier, in: Biographie Coloniale, T. II, 1951.
- Luc SCHEPENS, Koning Albert, Charles de Broqueville en de Vlaamse Beweging, Lannoo, Tielt, 1983
- A. DUCHESNE, Un général pas comme les autres, le baron Édouard Empain, in: Revue belge d'histoire militaire, 1985.

### Конго і Китай
- Rodolphe VAN LOO, La Belgique industrielle et la Chine commerciale, Brussel, 1911.
- Lionel WIENER, Les chemins de fer coloniaux de l'Afrique, Goemaere, Brussel, 1930.
- Albert DECHESNE, Les aspects diplomatiques du projet d'expédition belge en Chine en 1900, in: Revue belge de philologie et d'histoire, Brussel, 1954.
- Ginette KURGAN VAN HENTENRYK, Une tentative de pénétration économique belge en Chine, Brussel, Academie voor overzeese wetenschappen, Brussel, 1963.
- Barbara EMERSON, Leopold II, the kingdom and the empire, Londen, 1979.